# Mark Kozelek
Mark Kozelek (Massillon, 24 gennaio 1967) è un cantautore e attore statunitense.
È noto principalmente come cantante, chitarrista e principale autore della band statunitense Red House Painters e del progetto successivo Sun Kil Moon, pur essendosi dedicato anche ad altri progetti nel corso della sua carriera.

## Biografia
Nato a Massillon, in Ohio, si trasferì ad Atlanta, in Georgia, e, in seguito, a San Francisco, in California, dove, nel 1989, fondò i Red House Painters, insieme al batterista Anthony Koutsos, al chitarrista Gorden Mack e al bassista Jerry Vessel. Per i Red House Painters, Kozelek scrisse tutti i testi e tutte le musiche.
Con i Red House Painters, dopo aver firmato per la 4AD, nel 1992 pubblicò, il primo LP Down Colorful Hill, riscontrando un buon successo di critica, in particolare per i suoi testi complessi e autobiografici. L'anno successivo, replicò il successo con Red House Painters. Con questa band, pubblicò altri quattro album, fino allo scioglimento nel 2001.
Nel 2000, esordì come solista con l'EP Rock 'n' Roll Singer, formato perlopiù da cover.
Nel 2002, formò i Sun Kil Moon, debuttando nel 2003, con l'LP Ghosts of the Great Highway, riscuotendo un nuovo successo di critica. Così come in Ghost of The Great Highway, negli album che seguirono Mark Kozelek si dimostra capace di realizzare brani caratterizzati da una forte vena intimistica in cui rivivono ricordi di una gioventù ormai svanita (espressi poi in modo ancor più deciso negli album successivi, tra cui vanno segnalati April e Admiral Fell Promises).
Nell'agosto del 2011 è stato pubblicato un DVD intitolato Mark Kozelek on Tour: A documentary che oltre a documentare la vita di Mark durante i suoi tour, regala anche performance live estratte da alcuni dei suoi concerti del tour europeo 2010-2011.
Nel 2013 ha pubblicato due album in collaborazione: l'album omonimo con i Desertshore, gruppo formato da Phil Carney (ex chitarrista dei RHP), Mike Stevens (batterista) ed il pianista Chris Connolly, e Perils from the Sea con Jimmy LaValle.
Benji, pubblicato l'anno seguente, ha riscosso un enorme plauso da parte della critica mondiale, venendo unanimemente indicato come uno dischi più belli e importanti degli ultimi anni.
Dopo Universal Themes (2015), nel 2016 è la volta di un'altra collaborazione di prestigio: quella con il musicista britannico Justin Broadrick (già con Napalm Death, Godflesh e Jesu) per l'album Jesu/Sun Kil Moon.
Kozelek ha intrapreso anche una modesta carriera d'attore, recitando una parte nel film del 1999 Quasi famosi, e, nel 2005, in Shopgirl. Nel 2015 ha avuto un ruolo nel film Youth di Paolo Sorrentino che ha usato le sue canzoni anche nella colonna sonora dello stesso film.

## Discografia

### Solista

#### Album in studio
- 2001 - What's Next to the Moon
- 2001 - If You Want Blood
- 2008 - Nights
- 2008 - The Finally
- 2013 - Like Rats
- 2018 - Mark Kozelek

#### Album dal vivo
- 2001 - White Christmas (Live)
- 2006 - Little Drummer Boy (Live)
- 2007 - White Christmas & Little Drummer Boy (Live)
- 2008 - 7 Songs Belfast (Live)
- 2009 - Find me, Ruben Olivares: Live in Spain (Live)
- 2009 - Lost Verses (Live)
- 2011 - Live at Union Chapel & Sodra Teatern (Live)
- 2012 - On Tour: A Documentary - The Soundtrack
- 2012 - Live in Copenhagen
- 2012 - Live at Lincoln Hall
- 2013 - Live at Palladium (Malmö)
- 2013 - Live at Phoenix Public House Melbourne
- 2013 - Live at Mao Livehouse Shanghai & Beijing

#### EP e singoli
- 2000 - Rock 'n' Roll Singer EP
- 2003 - Duk Koo kim singolo

### Con Jimmy LaValle
- 2013 - Perils from the Sea

### Con i Desertshore
- 2013 - Mark Kozelek & Desertshore

### Con i Jesu
- 2016 - Jesu/Sun Kil Moon
- 2017 - 30 Seconds To The Decline Of Planet Earth